# Taurean Green
Taurean James Green (Fort Lauderdale, 28 novembre 1986) è un ex cestista statunitense naturalizzato georgiano.
È il figlio di Sidney Green.

## Carriera
Nel 2012-13 gioca con la Sigma Barcellona. Nella stagione successiva passa al Limoges Cercle Saint-Pierre. Ha segnato 21 punti in 33 minuti nell'All Star Game del campionato francese del 2014.

## Palmarès
- 2 volte campione NCAA (2006, 2007)
- Campionato francese: 1

Limoges CSP: 2013-14
- Campionato polacco: 1

Stal Ostrów: 2020-21